# Уто (епископ Фрайзинга)
Уто (Утто, Удо; нем. Uto; погиб 4 или 6 июля 907, Пресбург) — епископ Фрайзинга с 906 года.

## Биография
Происхождение Уто не установлено. Средневековые авторы называли его одним из предков Андексской династии, но эти свидетельства мало достоверны. Предполагается, что в начале 900-х годов он мог иметь сан хорепископа. Ничего не известно о том, за какие заслуги Уто был избран главой Фрайзингской епархии, где он стал преемником скончавшегося 18 мая 906 года епископа Вальдо.
О деятельности Уто как епископа сведений не сохранилось. Пробыв на епископской кафедре Фрайзинга чуть больше года, летом 907 года вместе с другими баварцами он принял участие в отражении вторжения венгров в Восточно-Франкское королевство. Однако в битве при Пресбурге немецкая армия потерпела сокрушительное поражение. Многие представители баварской знати (как светской, так и церковной) пали на поле боя. В средневековых источниках сообщается, что среди погибших были три епископа: Уто Фрайзингский, Теотмар Зальцбургский и Захария Бриксенский. По различным данным, гибель епископа Уто датируется 4 или 6 июля 907 года.
Преемником Уто в сане главы Фрайзингской епархии стал Драхольф.